# Джейн (певица)
Джейн (фр. Jain), настоящее имя — Жанн Луи́з Гали́с (фр. Jeanne Louise Galice; род. 7 февраля 1992 в Тулузе) — французская англоязычная певица, автор текстов и композитор.
Её первый альбом Zanaka вышел 6 ноября 2015 и был сертифицирован как трижды платиновый, по состоянию на февраль 2017 года он был продан во Франции в количестве 240 000 экземпляров.

## Биография

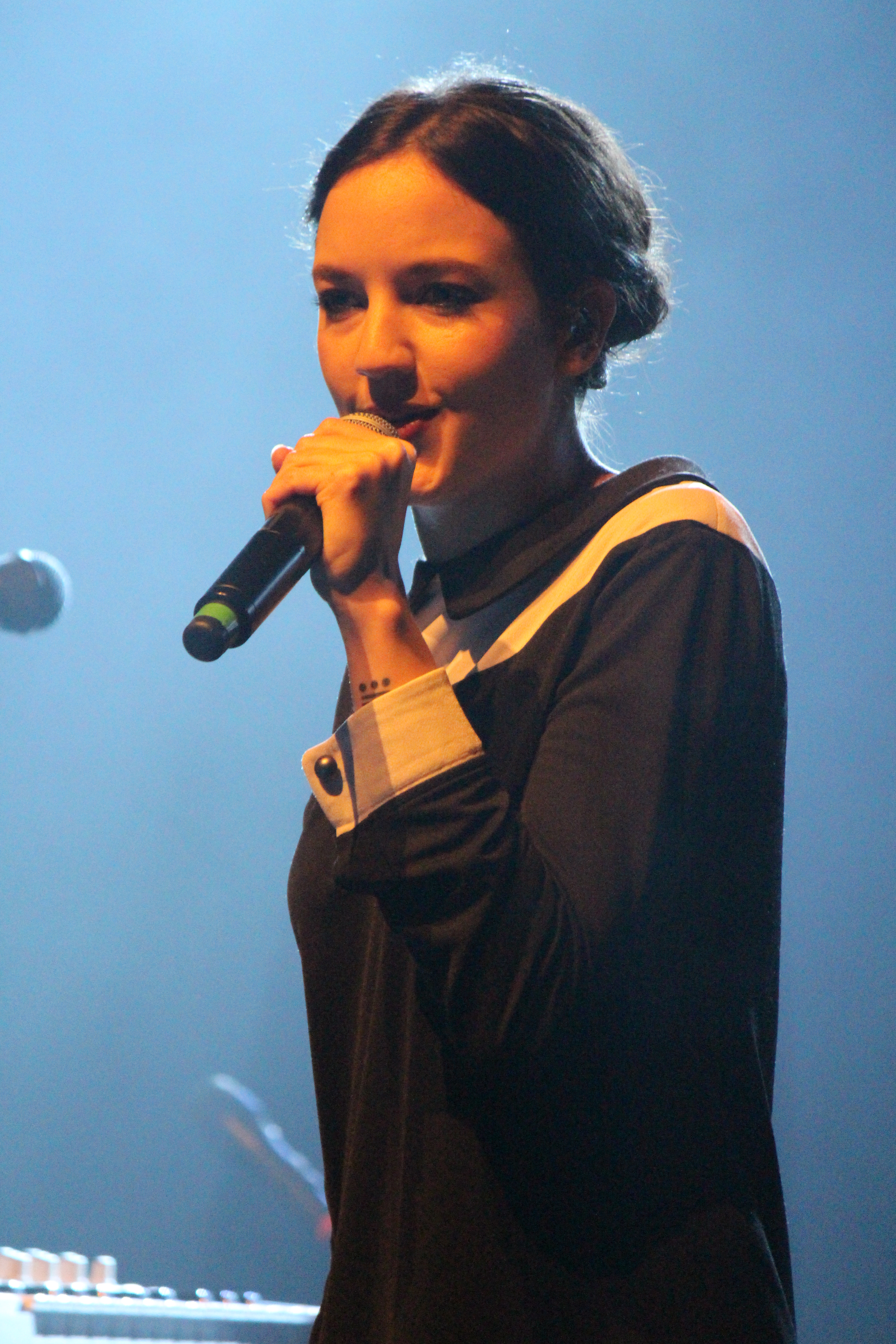

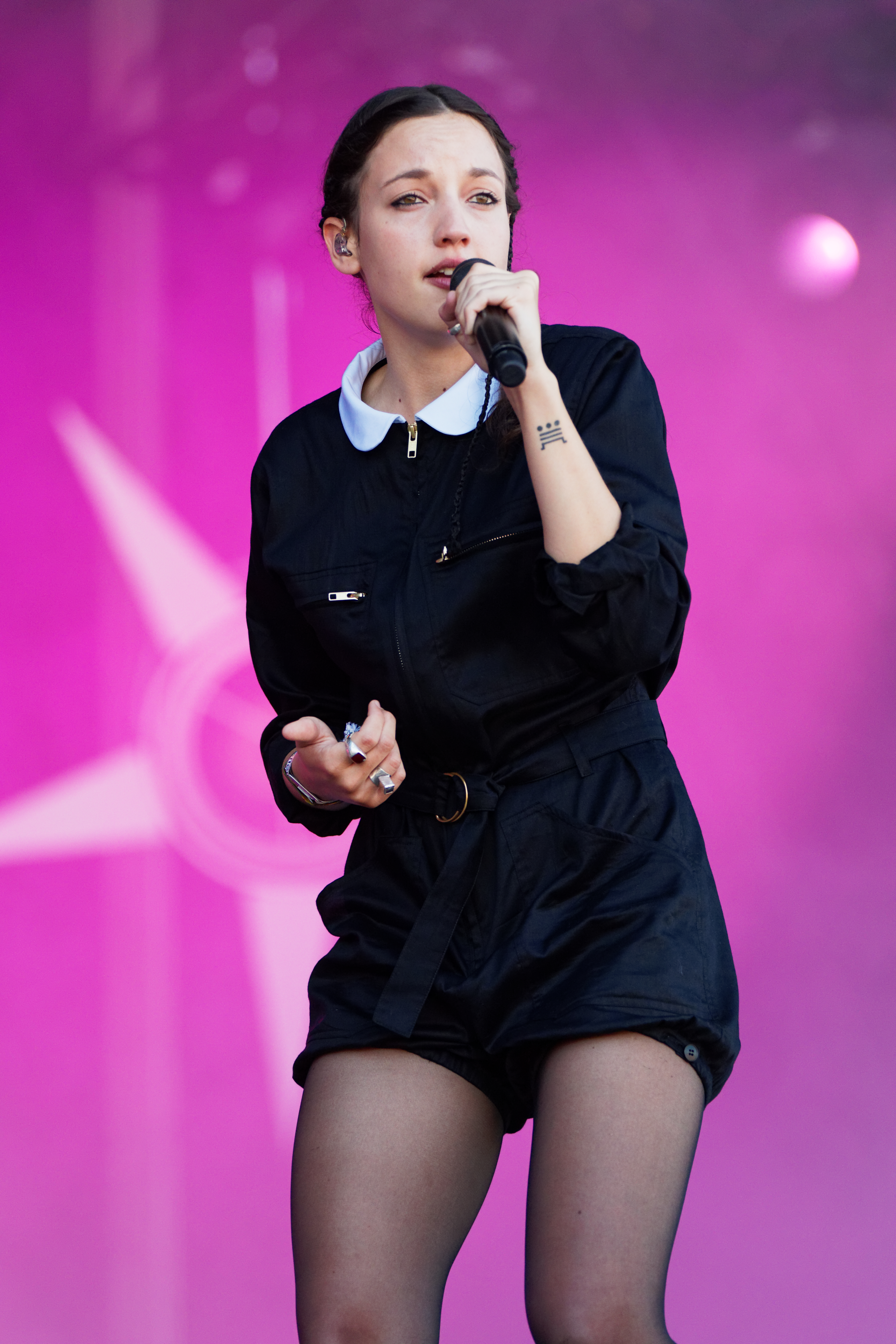

### Личная жизнь
Родилась на юге Франции. Мать — наполовину малагасийка. С детства много путешествовала по миру вместе со своим отцом — сотрудником нефтяной компании. Жила в Республике Конго, что оказало на неё большое влияние и привило вкус  к африканской танцевальной музыке. Она также жила в Дубае и в Абу-Даби, после чего переехала в Париж, где поступила в художественную подготовительную школу. Поездки оказали большое влияние на музыку Джейн, которая научилась играть на ударных в По, на перкуссиях — на Ближнем Востоке, а музыкальному программированию — в Конго.

### Карьера
Впервые Джейн начинает заниматься музыкой в По на юге Франции, куда девочка переезжает в возрасте 6 лет— здесь она ходит в группу ударных инструментов. В Конго она настроена ещё серьёзнее — Джейн делает несколько демозаписей, которые в 16-летнем возрасте показывает французскому ди-джею Mr. Flash, который объясняет девушке основы музыкального программирования.
Затем она публикует свои демозаписи в социальной сети Myspace, где на них обращает внимание французский автор-исполнитель и продюсер Yodelice, который предлагает ей встретиться в Париже. Они начинают совместную творческую деятельность и Yodelice помогает Джейн начать музыкальную карьеру. Она реализует первые партии в турне Yodelice. Они вместе принимают в 2013 году участие во французской телепередаче Taratata и исполняют дуэтом песню Redemption Song.
Yodelice становится продюсером Джейн и помогает ей в выпуске первого мини-альбома, озаглавленного Hope (Надежда). В мини-альбом входит также песня Come (Приходи). Трек Come выходит на протяжении 2015 и 2016 годов в виде пяти ремиксов и включается в состав 27 сборников около десятка европейских стран. По состоянию на апрель 2017, песня входит во французские чарты на протяжении 84 недель, достигая пикового первого места (трек также занимает первое место в чартах Испании).
В 2015 году Джейн принимает участие в музыкальных фестивалях Solidays в Париже, в фестивале BIG (Biarritz International Groove) в Биаррице и в фестивале Bebop в Ле-Мане.
Её первый альбом под названием Zanaka выходит 6 ноября 2015 года. Альбом, название которого переводится с малагасийского как «ребёнок», певица посвящает своей матери — наполовину малагасийке. Альбом имеет ошеломляющий успех — к февралю 2017 года продано более 240 000 экземпляров, к апрелю 2017 года альбом находится во французских чартах на протяжении 73 недель, достигая 5 места. Альбом также попадает в чарты в Бельгии, Швейцарии, Испании и Италии.
В феврале 2016 года альбом Zanaka номининируется в категории «Альбом — открытие года»  на 31-й церемонии Виктуар де ля мюзик.
25 ноября того же года выходит переиздание альбома Zanaka, куда включены 3 новых песни: City (Город), Son of Sun (Сын Солнца) и Dynabeat (Динабит), 2 ремикса: композиций Come (Femi Kuti Remix) и Makeba (Dirty Ridin' Remix), а также концертная версия Come (на церемонии Виктуар де ля мюзик).
В конце января 2017 года альбом Zanaka сертифицируется как трижды платиновый.
В феврале 2017 года на 32-й церемонии Виктуар де ля мюзик клип Джейн выигрывает сразу две номинации: клип на песню Makeba завоёвывает титул «Лучшего видеоклипа года», а сама певица — «Лучшей исполнительницы года».
Выход нового альбома Джейн запланирован на 24 августа 2018 года.
В 2018 году были выпущены две новые песни: «Alright» и «Star» сделанные для ещё не выпущенного второго альбома «Souldier»..

## Образ
У Джейн очень проработанный образ. Она отмечает, что много внимания уделяет своему облику во время публичных выступлений. Во время выступлений она чаще всего одета в маленькое чёрно-белое платье с воротником «Питер-Пен».
Она отмечает, что умышленно выбрала подобную одежду, не слишком сочетающуюся с её музыкой:
У этого платья мало общего с моей музыкой — оно для того, чтобы проиллюстрировать контраст с моими песнями, оно диссонирует с моей жаркой музыкой. Я изо всех сил стремилась избежать клише певицы регги с гитарой.
Джейн покрывает рисунками свои инструменты, оформление на своих концертах и свою обувь, добавляя особую эстетическую составляющую в свой артистический мир.

## Влияние
На Джейн оказали влияние многие исполнители, работающие в самых разных музыкальных стилях: от американского хип-хопа (такие музыканты, как ASAP Rocky, Joey Badass или Тупак Шакур), через соул (например, Отис Реддинг), но также и музыка традиционных африканских стилей. Джейн слушала со своей матерью таких исполнителей, как Йуссу Н'Дур, Салиф Кейта или Уму Сангаре. В детстве Джейн слушала песни Мириам Макебы — певицы, которой она посвятила свою композицию Makeba.

## Дискография

### Студийные альбомы
- 6/11/2015 — Zanaka — трижды платиновый (31/1/2017)[2][19]
- 24/08/2018 — Souldier — золотой (28/09/2018)[2]

### Синглы
- 21/6/2015 — Come — бриллиантовый (30/11/2016)[2][19]
- 6/11/2015, по другим данным 11/12/2015 — Makeba — золотой (30/11/2016)[2][19]
- 23/01/2017 — Heads Up[19]

## Награды

### Премии
- 2016 — Премия талантов телеканала W9[фр.] — премия жюри[20]
- 2017 — Виктуар де ля мюзик в категориях[13]:
  - Лучшая исполнительница года;
  - Лучший видеоклип года, клип Makeba.

### Номинации
- 2016 — Виктуар де ля мюзик, альбом Zanaka в категории «Альбом — открытие года»[3].
- 2016 — MTV Europe Music Awards в категории «Лучший французский артист»[21].
- 2016 — NRJ Music Awards в категориях:[22]
  - франкоязычное открытие года;
  - французская песня года,  песня Come;
  - клип года, клип Come.

## Использование песен Джейн
- В 2015 году песню Come выбирают в качестве джингла для польского телевизионного канала Polsat[23].
- В 2016 году песня Makeba из альбома Zanaka выступает в качестве музыкальной основы для трёх рекламных роликов французской марки мобильной телефонии Sosh[24][25].
- В 2016 году песня Come из альбома Zanaka используется:
  - в качестве музыкальной основы для двух рекламных роликов автомобиля Renault Scénic[26];
  - в рекламе крупнейшей испанской сети магазинов El Corte Inglés[27];
  - в плейлисте видеоигры NBA 2K17[англ.][28]
- В 2017 году песню Makeba из альбома Zanaka используют в рекламе американской компании одежды Levi's[29]